# Udumbara (budismo)

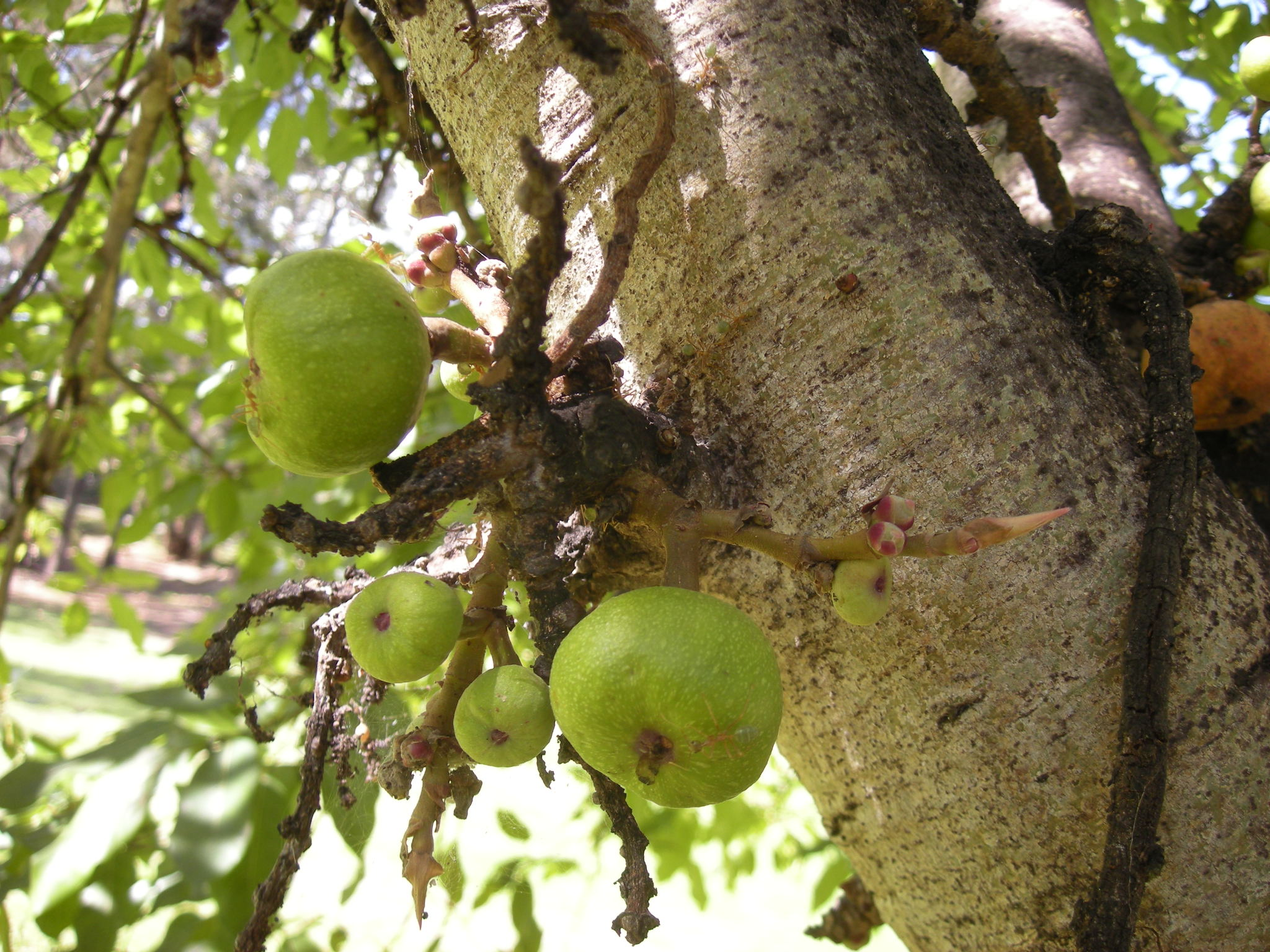
Fruta del Ficus racemosa

En el budismo, udumbara (pali, sánscrito; lit. 'flor auspiciosa del Cielo') se refiere al árbol, la flor y el fruto del Ficus racemosa (syn. Ficus glomerata). En la literatura budista, este árbol o su fruto pueden llevar la connotación de rareza y parasitismo. También se menciona en los textos védicos como fuente de madera para rituales y amuletos.
La uḍumbara también se utiliza para referirse a la flor del loto azul (Nymphaea caerulea Sav.).

## Simbolismo budista

### Flores

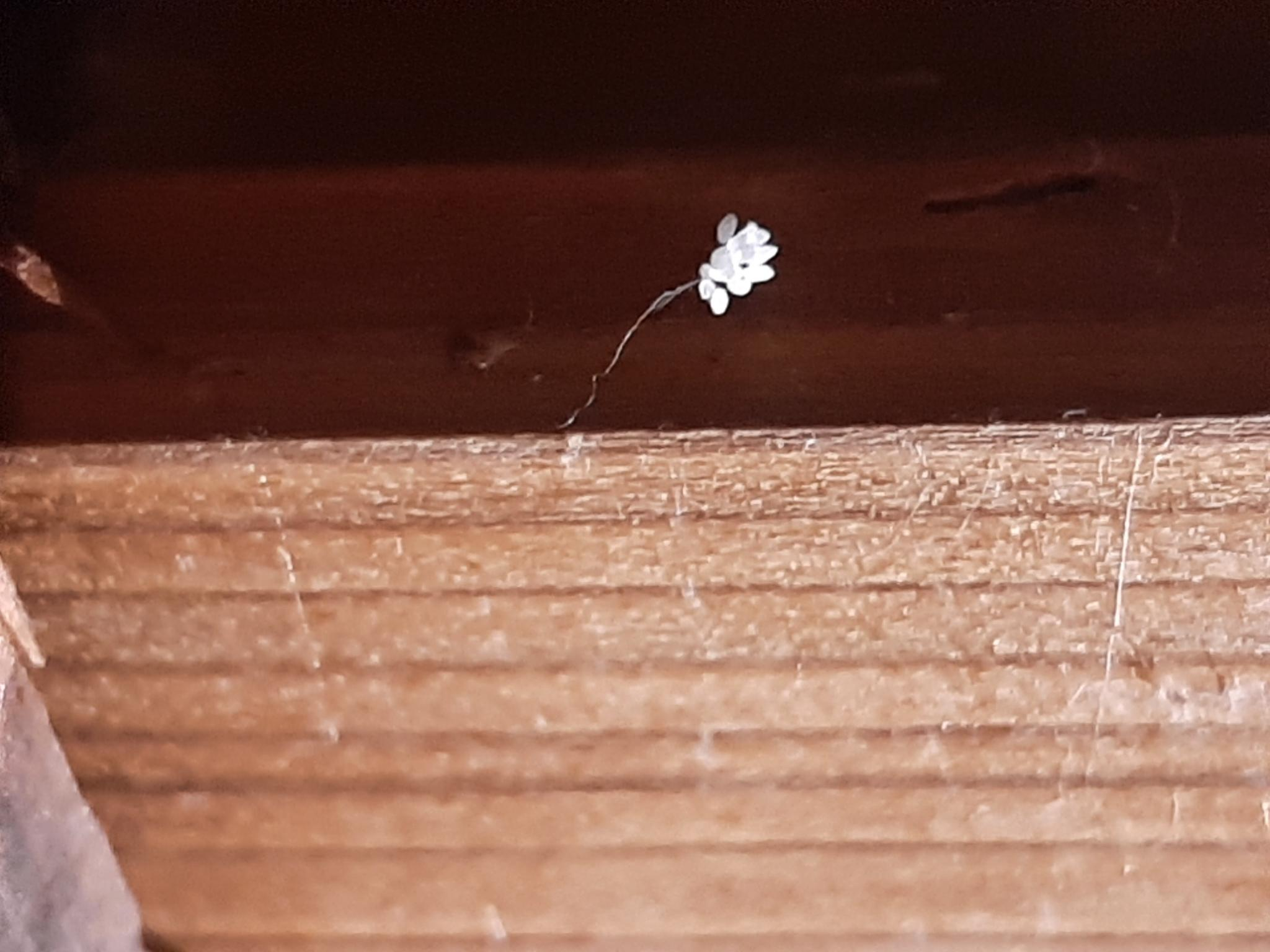
Presuntas flores de udumbara fotografiadas en 2022 en Lyon, Francia

En algunos textos budistas, las flores de la uḍumbara están encerradas dentro de su fruto, como en todos los higos (véase polinización del higo y fruto del higo). Debido a que la flor está oculta dentro del fruto, se desarrolló una leyenda para explicar la ausencia (y supuesta rareza) de la flor visual: en el budismo, se decía que la flor florecía solo una vez cada 3000 años y, por tanto, pasó a simbolizar acontecimientos de rara ocurrencia, como el advenimiento de un rey que gira la rueda o de un Buda. A principios del Japón medieval y posiblemente en otros lugares se creía que esta flor era capaz de salvar la vida de los moribundos por enfermedad. Se menciona en el clásico japonés de Heian Utsubo Monogatari.
Se pueden encontrar alusiones a este simbolismo en textos como el Uraga Sutta del budismo Theravada (Sn 1.1, v. 5) y el Sutra del loto del budismo Mahayana.
Un reciente avistamiento de esta flor en 2010 fue reportado por una monja china, quien pudo distinguirlas al suponer que se trataban de huevos de crisopa porque omitían la fragancia del sándalo.